# أبو بكر بن سيد الناس
محمد بن أحمد بن عبد الله بن محمد بن يحيى بن محمد بن محمد بن سيد الناس اليعمري، المعروف باسم أبو بكر بن سيد الناس، كان عالم توحيد مسلم ظاهري من العصور الوسطى. وهو جد فتح الدين بن سيد الناس، إلا أنه توفي قبل أن يلتقي حفيده.

## الحياة
كان اليماريون قبيلة عربية استقرت في أبدة في منطقة جيان، على الرغم من أن ابن سيد الناس نفسه ولد في إشبيلية في عام 1200م. واستقرت العائلة في نهاية المطاف في تونس مع الغزو المسيحي لمناطق المسلمين في إسبانيا، حيث رُزق ابن سيد الناس بولد. ثم وُلد حفيده، وهو أيضًا عالم دين مسلم ويُدعى أيضًا ابن سيد الناس، في مصر بعد عدة سنوات من وفاة ابن سيد الناس الأكبر.
درس ابن سيد الناس الدين منذ صغره. بدأ تعليمه في سن المراهقة المبكرة على يد علماء دين مثل أبي العباس النبطي، الذي تعلم منه الفقه الإسلامي على المذهب الظاهري لأكثر من ثلاثين عامًا. توفي في تونس في 24 حزيران 1261.

## العمل
أمضى ابن سيد الناس فترة وجيزة في حصن القصر قبل أن ينتقل إلى شمال أفريقيا ويقبل مناصب إمام المساجد في طنجة ثم بجاية. وعندما انتشرت شهرته في أفريقيا، دعاه الخليفة الحفصي محمد الأول المستنصر إلى تونس، حيث كان من علماء البلاط المفضلين حتى وفاته. كان هناك قدر من الجدل فيما يتعلق بأذونات الإجازات العديدة التي حصل عليها ابن سيد الناس لتدريس العلوم؛ حيث مُنحَت عدد لا بأس به من الأذونات المكتوبة من قبل أستاذه النباتى من معلمي النباتى أنفسهم، الذين لم يقابلهم ابن سيد الناس أو يدرس معهم شخصيًا. ويقال إن ابن سيد الناس كان يحفظ أكثر من عشرة آلاف حديث للنبي محمد عليه أفضل الصلاة والسلام، إلى جانب سندها؛ وكان طلابه غالبًا ما ينبهرون بقدرته على تذكر كل هذا بدقة من الذاكرة.

## الاستشهادات
1. ↑  ابن حزم الأندلسي, Jamharat ansab al-arab, pg. 293. Ed. Abd al-Salam Muhammad Harun. القاهرة: 1982.
2. 1 2  Camilla Adang, "Zahiris of Almohad Times." Taken from Biografias Almohades, pg. 465. Eds. Maria Luisa Avila and ماريبيل فييرو. Part of Estudios Onomastico-Biograficos de Al-Andalus, vol. X. مدريد-غرناطة: المجلس الأعلى للبحوث العلمية (إسبانيا), 2000.
3. ↑  Alexander D. Knysh, Ibn 'Arabi in the Later Islamic Tradition: The Making of a Polemical Image in Medieval Islam, pg. 67. Albany: State University of New York Press, 1999. (ردمك 9780791439678)
4. ↑  Franz Rosenthal, Ibn Sayyid al-Nās نسخة محفوظة 2013-11-03 على موقع واي باك مشين.. Encyclopaedia of Islam, 2nd ed. Ed. P. Bearman, Th. Bianquis, C.E. Bosworth, E. van Donzel and W.P. Heinrichs. Brill Online. Accessed 30 October 2013.
5. ↑  Scott C. Lucas, Constructive Critics, Ḥadīth Literature, and the Articulation of Sunnī Islam: The Legacy of the Generation of Ibn Saʻd, Ibn Maʻīn, and Ibn Ḥanbal, pg. 110. Volume 51 of Islamic History and Civilization. Leiden: Brill Publishers, 2004. (ردمك 9789004133198)
6. ↑  Adang, pg. 466.
7. 1 2  Adang, pg. 468.